# كأس إسكتلندا 1950–51
كأس اسكتلندا 1950–51 (بالإنجليزية: 1950–51 Scottish Cup)‏ هو موسم من كأس اسكتلندا. فاز فيه نادي سلتيك.